# 丹采爾山
48°08′06″N 24°31′52″E / 48.13500°N 24.53111°E

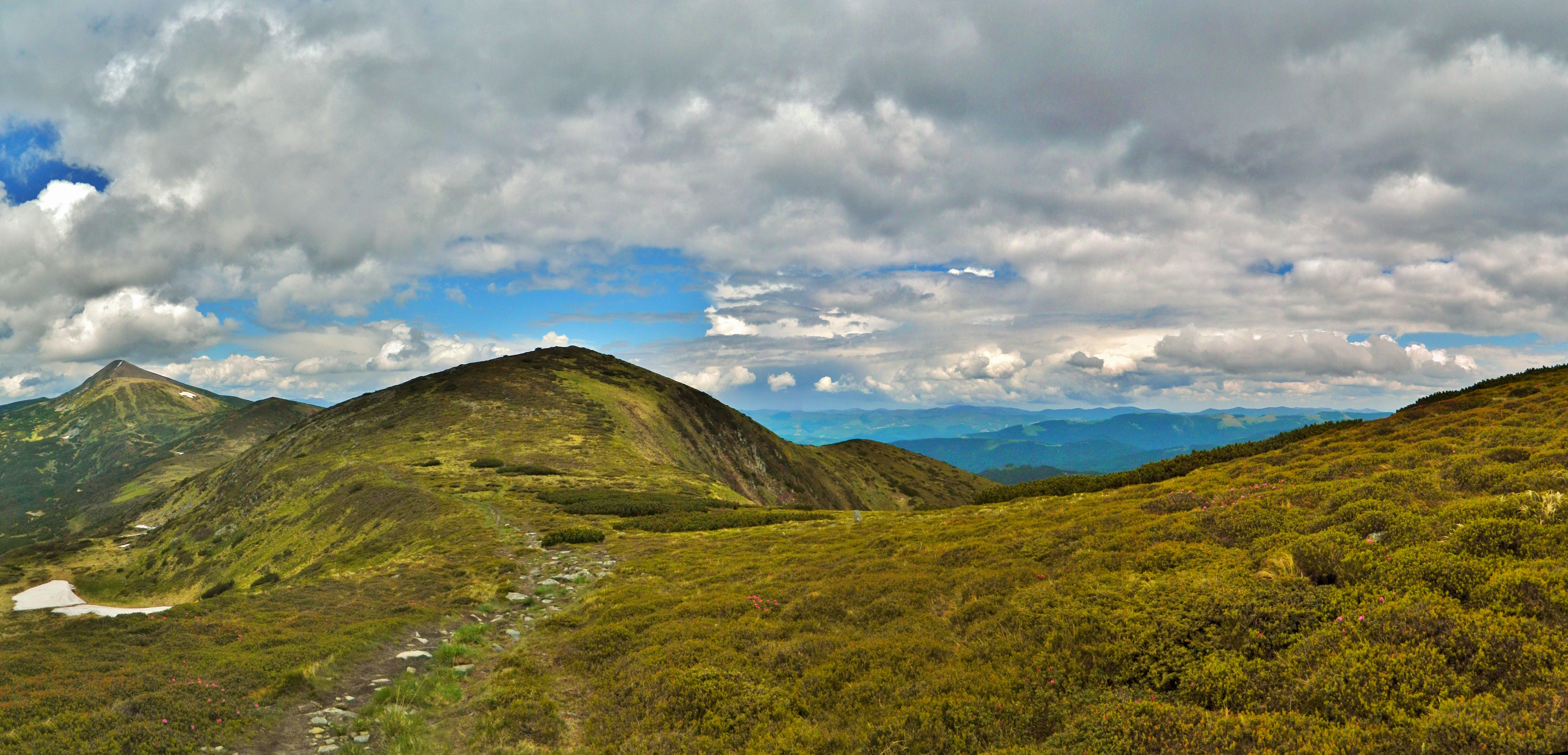

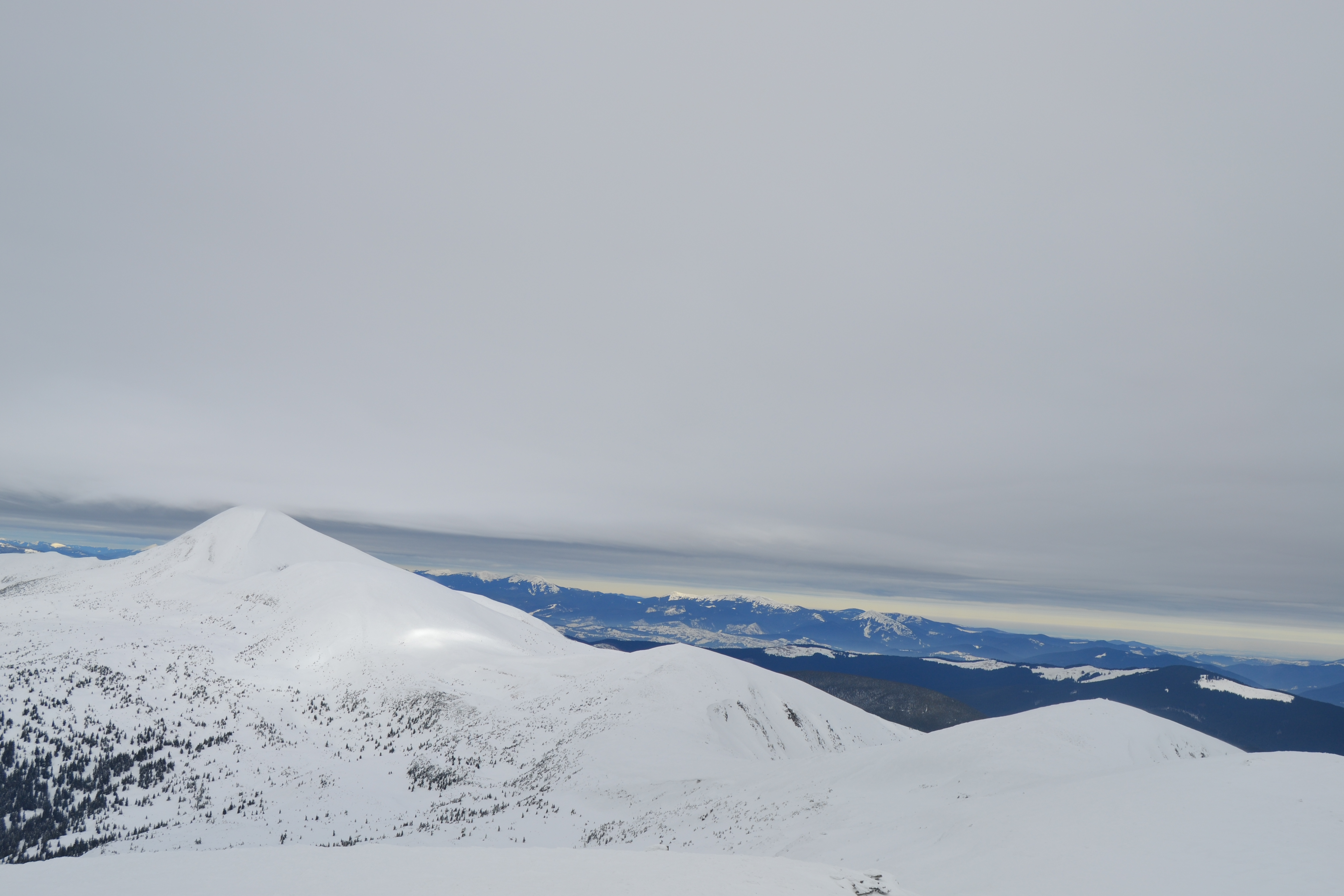

丹采爾山是烏克蘭的山峰，位於該國西部，處於伊萬諾-弗蘭科夫斯克州和外喀爾巴阡州接壤的邊界，屬於烏克蘭喀爾巴阡山脈的一部分，海拔高度1,850米。